# Vương Tường Hỉ
Vương Tường Hỉ (tiếng Trung giản thể: 王祥喜, bính âm Hán ngữ: Wáng Xiáng Xǐ, sinh tháng 8 năm 1962, người Hán) là chính trị gia nước Cộng hòa Nhân dân Trung Hoa. Ông là Ủy viên Ủy ban Trung ương Đảng Cộng sản Trung Quốc khóa XX, hiện là Bí thư Đảng tổ, Bộ trưởng Bộ Quản lý khẩn cấp. Ông từng là Chủ tịch hai tập đoàn năng lượng hàng đầu Trung Quốc là Tập đoàn Năng lượng Thần Hoa và Tập đoàn Đầu tư Năng lượng Quốc gia; nguyên là Thường vụ Tỉnh ủy, Bí thư Ủy ban Chính Pháp Tỉnh ủy Hồ Bắc; Tổng thư ký Chính phủ Hồ Bắc.
Vương Tường Hỉ là đảng viên Đảng Cộng sản Trung Quốc, học vị Cử nhân Kỹ thuật khai thác than, Thạc sĩ Kỹ thuật, chức danh Cao cấp công trình sư. Ông có sự nghiệp hơn 35 năm ở quê nhà Hồ Bắc rồi điều lên trung ương, lãnh đạo ngành quản lý ứng phó khẩn cấp của Trung Quốc.

## Xuất thân và giáo dục
Vương Tường Hỉ sinh tháng 8 năm 1962 tại huyện Miên Dương, nay là địa cấp thị Tiên Đào, tỉnh Hồ Bắc, Cộng hòa Nhân dân Trung Hoa. Ông lớn lên và tốt nghiệp cao trung ở Miên Dương, sau đó thi vào Học viện Khoáng nghiệp Tiêu Tác (焦作矿业学院, nay là Đại học Bách khoa Hà Nam), tới Tiêu Tác của Hà Nam vào tháng 9 năm 1979 để nhập học Khoa Khai thác than đá, tốt nghiệp Cử nhân chuyên ngành Kỹ thuật khai thác than vào tháng 7 năm 1983. Tháng 9 năm 2000, ông trở lại Tiêu Tác khi trường đã đổi tên thành Học viện Kỹ thuật Tiêu Tác để theo học chuyên nghiệp tại chức ngành kỹ thuật khoáng nghiệp ở Khoa Công trình vật chất và tài nguyên, nhận bằng Thạc sĩ Kỹ thuật vào tháng 6 năm 2003. Vương Tường Hỉ được kết nạp Đảng Cộng sản Trung Quốc vào tháng 4 năm 1987, ông từng tham gia các khóa học về chuyên ngành và chính trị như khóa bồi dưỡng cán bộ quản lý doanh nghiệp vừa giai đoạn tháng 3–6 năm 1993 tại Đại học Hồ Bắc; các khóa chính trị gồm khóa bồi dưỡng cán bộ thanh niên giai đoạn tháng 10–12 năm 1995 tại Trường Đảng Hồ Bắc, chương trình nghiên cứu phát triển thành thị dành cho cán bộ lãnh đạo Đảng chính cấp địa giai đoạn tháng 9–10 năm 2007 tại Học viện Cán bộ Phố Đông Trung Quốc, và hai khóa tiến tu cán bộ giai đoạn tháng 9–10 năm 2005, giai đoạn tháng 3–7 năm 2011 tại Trường Đảng Trung ương Đảng Cộng sản Trung Quốc.

## Sự nghiệp

### Hồ Bắc
Tháng 7 năm 1983, sau khi tốt nghiệp trường Tiêu Tác Hà Nam, Vương Tường Hỉ trở về quê nhà Hồ Bắc, được nhận vào làm ở Cục Khai khoáng Tùng Nghi – một xí nghiệp nhà nước cấp tỉnh, làm kỹ thuật viên công tác ở mỏ Động Hầu tử (猴子洞), một trong hai mỏ than lớn nhất của huyện Nghi Bộ, Nghi Xương. Những năm đầu, ông lần lượt là phó khoa trưởng, khoa trưởng của Khoa Kỹ thuật sản xuất rồi Ủy viên Đảng ủy, Phó Khoáng trưởng, Khoáng trưởng Mỏ than Động Hầu tử từ tháng 9 năm 1987. Tháng 3 năm 1992, ông được bổ nhiệm làm Phó Cục trưởng Cục Khai khoáng Tùng Nghi kiêm Giám đốc Công ty Khai phát kinh doanh kỹ thuật sản xuất của cục này 2 năm sau đó. Đầu năm 1995, ông là Phó Cục trưởng thứ nhất Cục Tùng Nghi trong hơn 1 năm thì điều lên Chính phủ Nhân dân tỉnh Hồ Bắc để nhậm chức Thành viên Đảng tổ, Phó Sảnh trưởng Sảnh Công nghiệp than Hồ Bắc. Tháng 2 năm 2000, ông được bổ nhiệm làm Bí thư Đảng tổ, Chủ nhiệm Văn phòng Quản lý ngành than Hồ Bắc, nửa năm sau thì chuyển vị trí làm Thành viên Đảng tổ, Phó Chủ nhiệm Ủy ban Kinh tế và thương mại tỉnh. Sau đó 3 năm, ông là Bí thư Đảng tổ, Cục trưởng Cục Giám sát kỹ thuật và chất lượng Hồ Bắc thêm 3 năm nữa.
Tháng 6 năm 2006, Vương Tường Hỉ được điều về địa cấp thị Kinh Châu làm Phó Bí thư Thị ủy, bổ nhiệm làm Thị trưởng Kinh Châu, và cũng là đại biểu của Đại hội Đại biểu Nhân dân Toàn quốc khóa XI từ Hồ Bắc. Sau 4 năm ở Kinh Châu, ông tới Tùy Châu làm Bí thư Thị ủy kiêm Chủ nhiệm Ủy ban Thường vụ Nhân Đại Tùy Châu, lãnh đạo địa cấp thị này 2 năm. Tháng 7 năm 2012, ông được bổ nhiệm làm Thành viên Đảng tổ, Tổng thư ký Chính phủ Nhân dân tỉnh Hồ Bắc kiêm Bí thư Đảng tổ, Chủ nhiệm Sảnh Văn phòng Chính phủ tỉnh. Tháng 7 năm 2017, ông được bầu làm Ban Thường vụ Tỉnh ủy, phân công làm Bí thư Ủy ban Chính Pháp Tỉnh ủy Hồ Bắc cho đến năm 2019, trải qua hơn 35 năm công tác ở Hồ Bắc.

### Trung ương
Tháng 3 năm 2019, Vương Tường Hỉ được miễn nhiệm các chức vụ ở Hồ Bắc, điều chuyển sang khối doanh nghiệp nhà nước, bổ nhiệm làm Bí thư Đảng tổ, Chủ tịch Tập đoàn Đầu tư Năng lượng Quốc gia, sau đó là Chủ tịch Tập đoàn Năng lượng Thần Hoa Trung Quốc trong thời gian ngắn năm 2022. Ngày 29 tháng 7 năm 2022, Ủy ban Trung ương Đảng quyết định điều Vương Tường Hỉ nhậm chức Bí thư Đảng tổ Bộ Quản lý khẩn cấp, cấp bộ trưởng, đồng thời kiêm nhiệm làm Phó Chủ nhiệm Ủy ban Sản xuất an toàn Quốc vụ viện, Chủ nhiệm Văn phòng của Ủy ban này. Ngày 2 tháng 9 năm 2022, ông được bổ nhiệm làm Bộ trưởng Bộ Quản lý khẩn cấp. Cuối năm 2022, ông tham gia Đại hội Đảng Cộng sản Trung Quốc lần thứ XX từ đoàn đại biểu khối xí nghiệp trung ương. Trong quá trình bầu cử tại đại hội, ông được bầu là Ủy viên Ủy ban Trung ương Đảng Cộng sản Trung Quốc khóa XX.